# Husajn asz-Szafi’i
Husajn asz-Szafi’i (ur. w 1918 w Tancie, zm. 18 listopada 2005 w Kairze) – egipski wojskowy, minister wojny i wiceprezydent Egiptu.
Jako oficer uczestniczył w wojnie z Izraelem w 1948 roku; wkrótce niezadowolony z rządów króla Faruka I przyłączył się do Ruchu Wolnych Oficerów pod kierownictwem Gamala Abdel Nasera. Wziął udział w przewrocie, który odsunął od władzy Faruka w lipcu 1952 roku. W nowym rządzie został powołany na ministra wojny i blisko współpracował z Naserem. Kolejny szef państwa Anwar as-Sadat powołał go w 1970 roku na stanowisko wiceprezydenta.
Pełnił funkcję wiceprezydenta Egiptu do 1975 roku, kiedy popadł w konflikt z as-Sadatem na temat jego polityki wobec Izraela; następcą asz-Szafi’iego w roli wiceprezydenta został późniejszy wieloletni prezydent Egiptu, Husni Mubarak. Asz-Szafi’i zdecydowanie przeciwstawiał się porozumieniu egipsko-izraelskiemu w Camp David (1978).
W 1965 otrzymał Order Odrodzenia Polski I klasy.